# Исмаэль, Дженанн
Дженанн Исмаэль — профессор философии в университете Аризоны, сотрудник Института фундаментальных проблем (FQXi). Известный американский философ Джон Перри назвал Исмаэль ведущим философом своего поколения. Область научных интересов Исмаэль — метафизика и философия физики.

## Образование и карьера
Исмаэль получила диплом магистра и доктора философии в Принстонском университете в 1994 и 1997 годах. Ее научным руководителем был Бас ван Фрассен (Fraassen). В 1996 году она была удостоена двухлетней стипендии Меллон для постдокторантуры. В 2003 году получила исследовательскую стипендию NEH в Национальном гуманитарном центре. В 1996—1998 годах Исмаэль работала в Стэнфордском университете. С 1998 года — в университете Аризоны. 5 лет с 2005 по 2010 провела в Центре изучения времени в университете Сиднея, получив для этого стипендию Австралийского Совета по научным исследованиям. В 2011 году получила грант фонда Темплтона для исследований по философским аспектам физики. В 2012 году ей был присужден исследовательский грант Национального гуманитарного центра (США).

## Исследования
Научные исследования Исмаэль относятся к философии физики и метафизики, в частности, ее интересуют вопросы структуры пространства и времени, квантовая механика и основы физических законов. Она также опубликовала ряд статей по таким вопросам философии, как конфликт между жизненным опытом и физикой, а также по проблемам самости и свободы воли.
В частности, по мнению Исмаэль, для того, чтобы понять явления локальности и нелокальности в квантовой физике, следует рассматривать пространство как эмерджентную структуру.

## Основные публикации
Исмаэль опубликовала три книги: Essays on Symmetry (2001), The Situated Self (2007) (в 2009 году вышло второе издание) и How Physics Makes Us Free (2016), а также ряд научных статей. В Essays on Symmetry Исмаэль стремится проследить связь между понятиями симметрии в философии и физике. В 2016 году книга How Physics Makes Us Free была выбрана «книгой года» по версии журнала Forbes.